# Gimnasia y Esgrima de Jujuy
Club Atlético Gimnasia y Esgrima de Jujuy, bildad 18 mars 1931, är en fotbollsklubb från San Salvador de Jujuy, Jujuy, Argentina. 
Klubben har smeknamnet "El Lobo", "Vargen" och deras hemmaarena är Estadio 23 de Agosto.